# Альє (провінція Турин)
Альє (італ. Agliè, п'єм. Ajé) — муніципалітет в Італії, у регіоні П'ємонт,  метрополійне місто Турин.
Альє розташоване на відстані близько 550 км на північний захід від Рима, 34 км на північ від Турина.
Населення — 2665 осіб (2014).
Щорічний фестиваль відбувається першої неділі липня. Покровитель — San Massimo.

## Демографія
Населення за роками:

Станом на 1 січня 2023 року в муніципалітеті офіційно проживали 233 іноземці з 24 країн, серед них 122 громадяни країн Євросоюзу та 3 громадяни України.

## Сусідні муніципалітети
- Баїро
- Кучельйо
- Оценья
- Сан-Джорджо-Канавезе
- Сан-Мартіно-Канавезе
- Торре-Канавезе
- Віальфре